# Wang Jingzhe
Wang Jingzhe (Chinês: 王敬哲; pinyin: Wáng jìngzhé; Xinjiang, 10 de março de 1997) é uma voleibolista de praia chinesa.

## Carreira
Em 2014 competia com Wang Jingwen quando alcançaram no Circuito Chinês de Vôlei de Praia a quinta posição nas etapas de Suzhou e Xiamen.Na edição seguinte terminaram no mesmo posto nas etapas de Jinjiang e Qujing, as nonas posições nas etapas de Taishan e Wendeng,quartas colocações nas etapas de Xiamen e Suzhou, além da terceira colocação na etapa de Dunhuang.
No Circuito Chinês de 2016 esteve com Wang Jingwen quando terminaram na nona posição em Wuzhong, quinto posto em  Qujing, sendo vice-campeãs nas etapas de Wendeng e Xiamen, depois jogou ao lado de Wen Shuhui na conquista do terceiro posto na etapa de Ürümqi e o quinto lugar em Dunhuang.Na temporada de 2017 voltou a competir com Wang Jingwen quando terminaram em nono lugar na etapa de Pingtan, na quinta posição nas etapas de Yunyang e Qujing, conquistando o terceiro posto em Wuzhong e Qidong , além do vice-campeonato em Dunhuang. 
Retomou a parceria com Wen Shuhui e no Circuito Mundial de 2019, este iniciado em 2018, foram campeãs dos torneios duas estrelas nas duas etapas realizadas em Zhongwei, Qidong, Nanjing e Nantong, ainda terminaram na trigésima terceira posição no torneio quatro estrelas em Yangzhou.

## Títulos e resultados
- II Torneio 2* de Zhongwei do Circuito Mundial de Vôlei de Praia:2019
- I Torneio 2* de Zhongwei do Circuito Mundial de Vôlei de Praia:2019
- Torneio 2* de Nanjing do Circuito Mundial de Vôlei de Praia:2019
- Torneio 2* de Nantong  do Circuito Mundial de Vôlei de Praia:2019
- Torneio 2* de Qidong  do Circuito Mundial de Vôlei de Praia:2019